# Architecture à New York

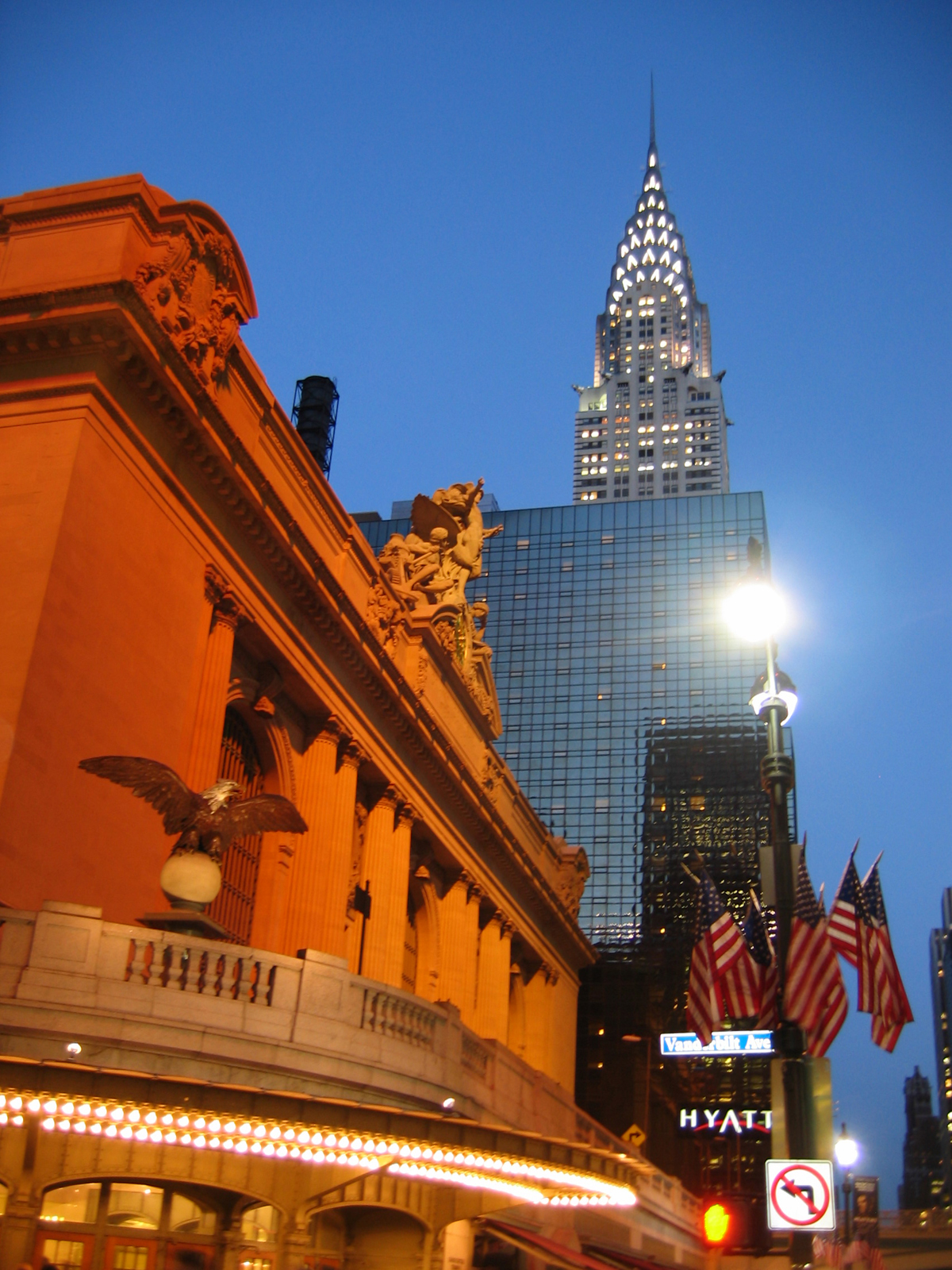
Grand Central Terminal, au premier plan, avec le Chrysler Building.

Cet article traite de divers aspects de l'architecture de New York. Connue pour ses gratte-ciel de Manhattan, la ville de New York recèle bien d'autres formes d'architecture qui constituent un résumé de l'histoire de l'architecture américaine et de l'architecture contemporaine.

## Historique

### L'architecture coloniale

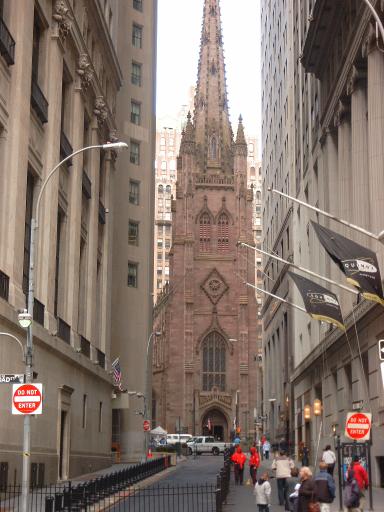
Trinity Church est l'un des plus anciens bâtiments de New York.

Faisant partie des 13 colonies britanniques de la côte orientale de l'Amérique du Nord, la ville de New York reçut d'abord les influences architecturales britanniques. La plus ancienne église de Manhattan, la chapelle Saint-Paul (1766), est un exemple de style anglais avec une flèche unique qui s'élève aujourd'hui au milieu des gratte-ciel.
Après la guerre d'indépendance, le style géorgien continue d'être utilisé (église Saint-Mark-in-the-Bowery, 1799, dans l'East village), mais se trouve bientôt relayé par le style Greek Revival au nord de Washington Square Park et dans le Federal Hall.

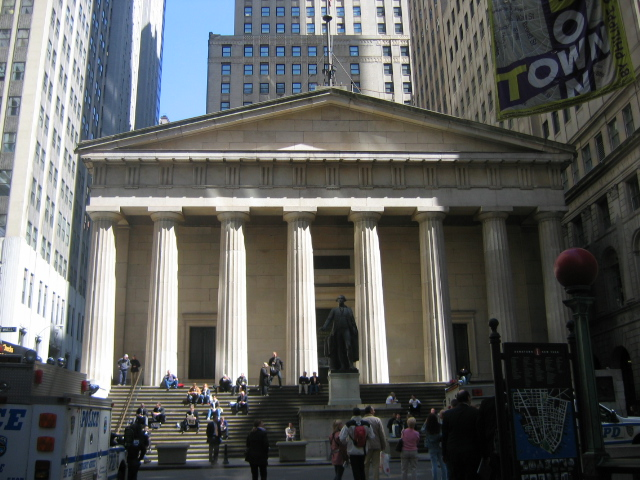
Federal Hall, années 1830.

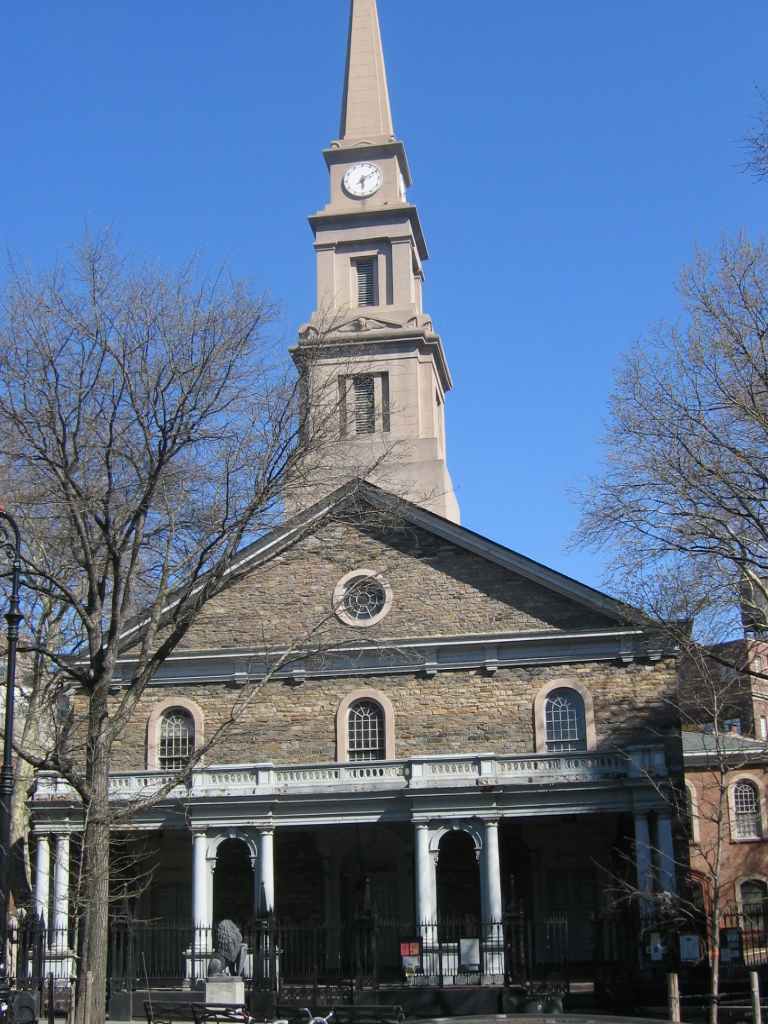
St. Mark in the Bovery, 1799.

### L'architecture néogothique (XIXesiècle)
Le style néogothique apparaît et sera utilisé jusqu'au XXe siècle, y compris pour les gratte-ciel. Richard Upjohn (1802-1878) se spécialise dans les églises rurales du nord-est, mais son œuvre majeure reste Trinity Church à New York. Son architecture en grès rouge fait référence au XIVe siècle européen.

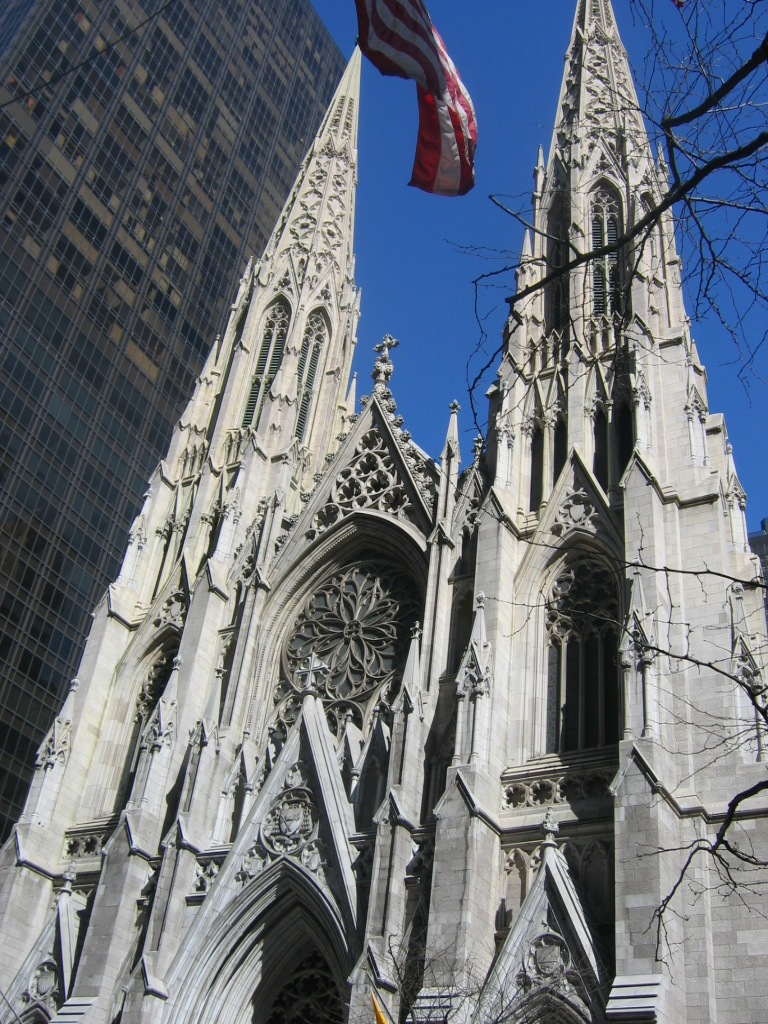
Façade néogothique de la cathédrale Saint-Patrick.

Toujours à New York, c'est à James Renwick Jr que l'on doit la cathédrale Saint-Patrick, synthèse élégante des cathédrales de Reims et de Cologne. Le projet lui fut confié en 1858, mais il fut achevé par l'élévation des deux flèches en façade qu'en 1888. L'utilisation de matériaux plus légers que la pierre permet de se passer d'arcs-boutants et de contreforts extérieurs.
Le Woolworth Building, œuvre de l'architecte Cass Gilbert (1913), avec ses 60 étages, dépassait alors la Metropolitan Life Tower. Les trois premiers niveaux sont parés d'un beau calcaire remplacé aux niveaux suivants par de la terre cuite. La tendance néogothique a poussé l'architecte à ajouter de faux contreforts et des gargouilles. Compte tenu du gigantisme de l'édifice, les éléments décoratifs ont été surdimensionnés afin d'être aperçus depuis la rue. En 1924, Raymond Hood s'occupe de l'American Radiator Building de New York qu'il habille de couleurs et qu'il coiffe d'une décoration de terre cuite dorée, éclairée la nuit. L'architecture commence alors à servir de support publicitaire.
Dans la deuxième moitié du XIXe siècle, New York connaît de profonds bouleversements : sa population augmente fortement. La révolution industrielle apporte de nouveaux matériaux et de nouvelles techniques. La bourgeoisie d'affaires se développe.

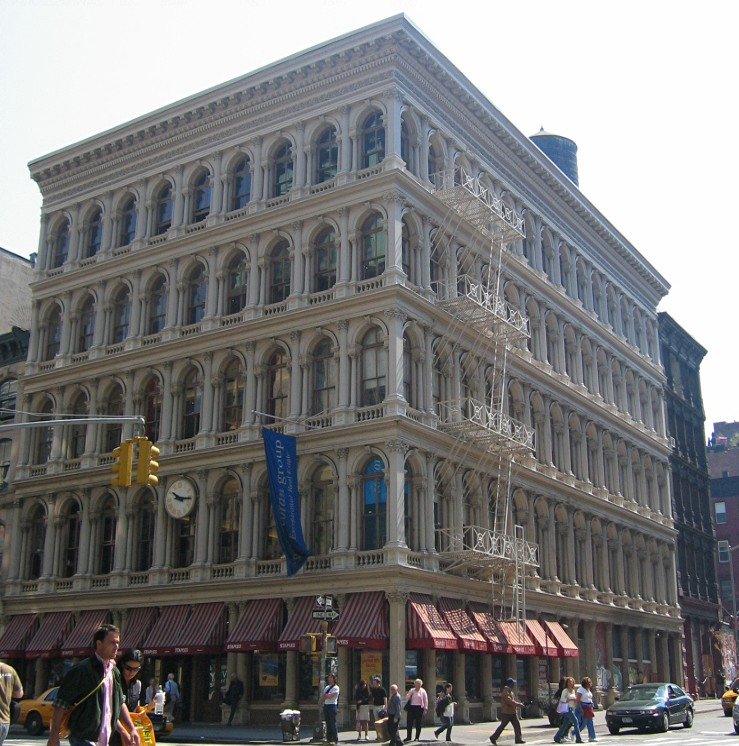
L'immeuble Haughwout à armature de fonte (cast-iron building), Greene Street, 1857.

### LesCast-iron Buildings
Au milieu du XIXe siècle, de nouvelles méthodes de fabrication directe de l'acier apparaissent (tel que le procédé Sidney Gilchrist Thomas, fours Bessemer et Siemens-Martin). Ces découvertes permettent la fabrication en masse d'un acier de « qualité » pour un coût de plus en plus réduit. Les fabricants de fonte font valoir les qualités du métal en architecture : les pièces standardisées réduisent le coût de la construction. Les risques d'incendie sont diminués grâce au procédé d'ignifugation de l'ossature. James Bogardus (1800-1874) est un des entrepreneurs qui fait la publicité de ce mode de construction lié à la révolution industrielle et appelé cast-iron building.
Plusieurs usines et magasins utilisent cette technique à New York, comme l'immeuble Haper, construit en 1854 et qui imite la façade d'un palais de la Renaissance. Daniel Badger (1806-1884) fabrique les éléments métalliques qui décorent la façade de l'E.V. Haughwout Building à SoHo, dont les plans sont dus à John P. Gaynor. Il est doté du premier ascenseur à vapeur Otis qui dessert les cinq étages. Les fenêtres sont encadrées par des colonnes corinthiennes et l'ensemble est surmonté d'une corniche minutieusement ornée.
Le quartier de SoHo abrite la plus importante concentration de ce type d'édifices. Ces immeubles, comme l'A. J. Dittenhofer Warehouse, comportent en général entre cinq et six étages. Leurs façades se caractérisent par de grandes baies vitrées et par la présence d'escaliers extérieurs rajoutés au début du XXe siècle. Les éléments de décoration sont nombreux et empruntés à l'architecture classique européenne de styles Renaissance ou Second Empire avec, par exemple, des colonnes, des arcades, des corniche, des balustrades, des frises, etc. Aujourd'hui, beaucoup de ces anciens entrepôts ou usines sont reconvertis en lofts, en bureaux, en galeries d'art ou en boutiques. Ils font l'objet de restaurations depuis les années 1970.

### Les gratte-ciel
Le gratte-ciel est un immeuble de très grande hauteur. En fonction de l'époque et du lieu, ce type de construction peut être plus ou moins haut.
Pour son répertoire, la société Emporis utilise la limite inférieure de 100 mètres pour caractériser un gratte-ciel. Il est à noter qu'on peut parler de hauteur "structurelle", qui exclut les antennes, ou de hauteur totale, qui les inclus.

#### Les débuts (1875)
La construction et l'utilisation des gratte-ciel furent rendues possibles grâce à l'invention de l'ascenseur et au progrès de la sidérurgie. Le plan en damier et la spéculation foncière dans le centre de New York ne sont pas étrangers au succès de ce mode de construction. Enfin, le regroupement des entreprises et la compétition capitaliste incitent à l'élévation verticale des bâtiments.
Il est difficile de dire quel a été le premier gratte-ciel de l'Histoire, certains architectes affirment qu'il s'agit du Home Insurance Building de Chicago (1885), d'autres pensent qu'il s'agit du New York Tribune Building (New York), dessiné par Richard Morris Hunt et terminé en 1875 (79 mètres).

#### Réflexions sur les gratte-ciel
Rapidement, plusieurs architectes américains (dont Louis Sullivan...) critiquent cette nouvelle architecture verticale. L'élévation vertigineuse des buildings empêche la lumière d'atteindre le sol. Le plan orthogonal entraîne un engorgement de la circulation. Enfin, des problèmes nouveaux de sécurité émergent, notamment en matière d'incendie. Dès 1916, pour répondre à ces difficultés, est adoptée à New York une loi sur le zonage (Zoning Law). Le règlement oblige les architectes à adapter la hauteur des immeubles à la largeur des rues. Il reste en vigueur jusqu'en 1961. Cela donne lieu à la construction d'édifices pyramidaux, ou en retrait par rapport à la rue tels que le Seagram Building (Ludwig Mies van der Rohe et Philip Johnson, 1958) qui ménage un retrait de 28 mètres par rapport à Park Avenue.

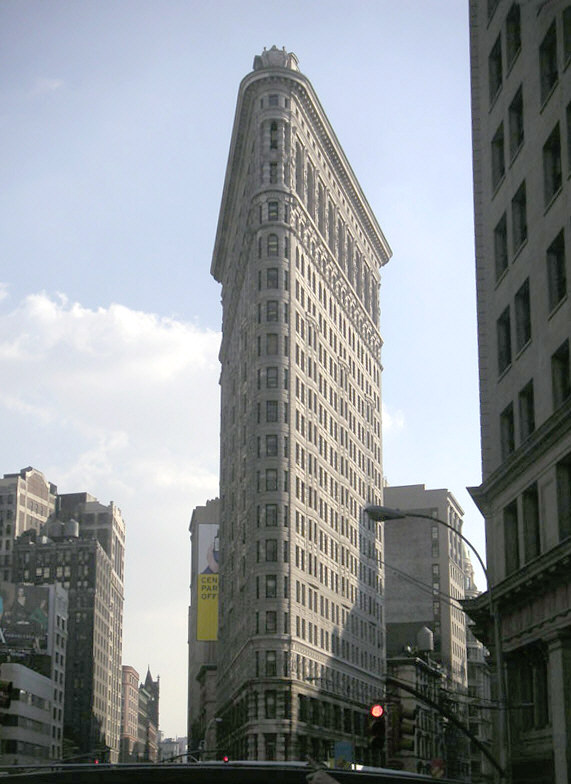
Flatiron Building, 1902.
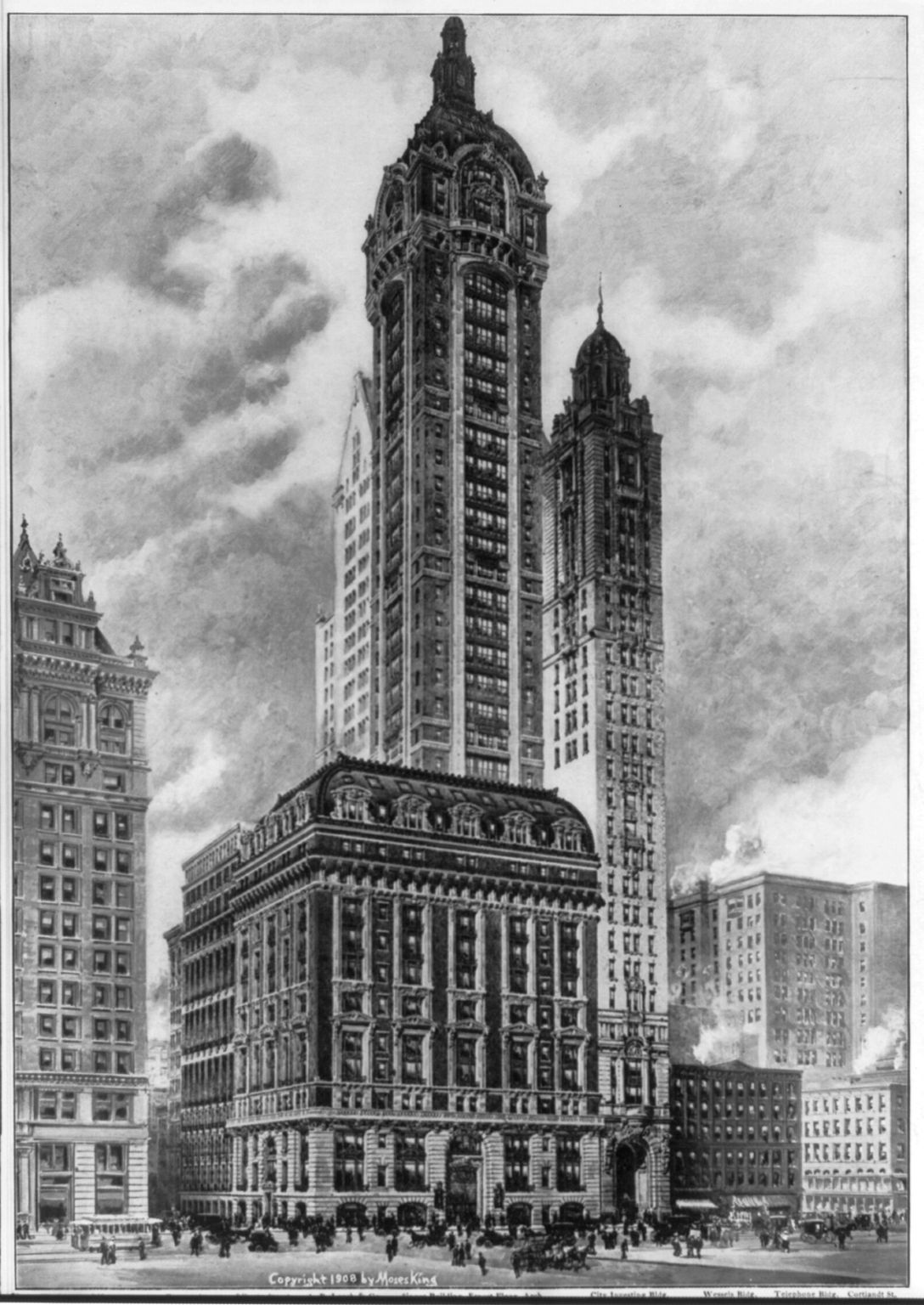
Singer Building, 1908, un des plus grands bâtiments jamais démolis.
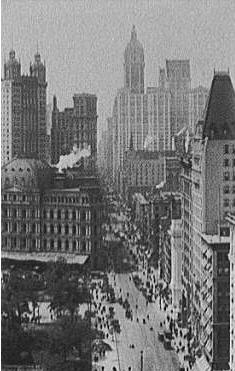
Broadway, 1909.
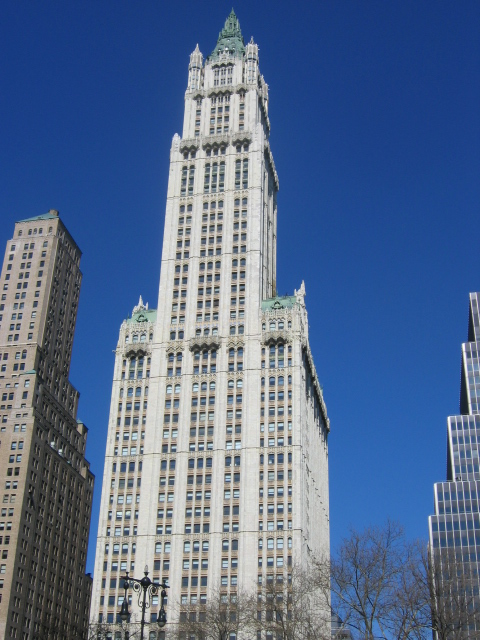
Woolworth Building, 1913.
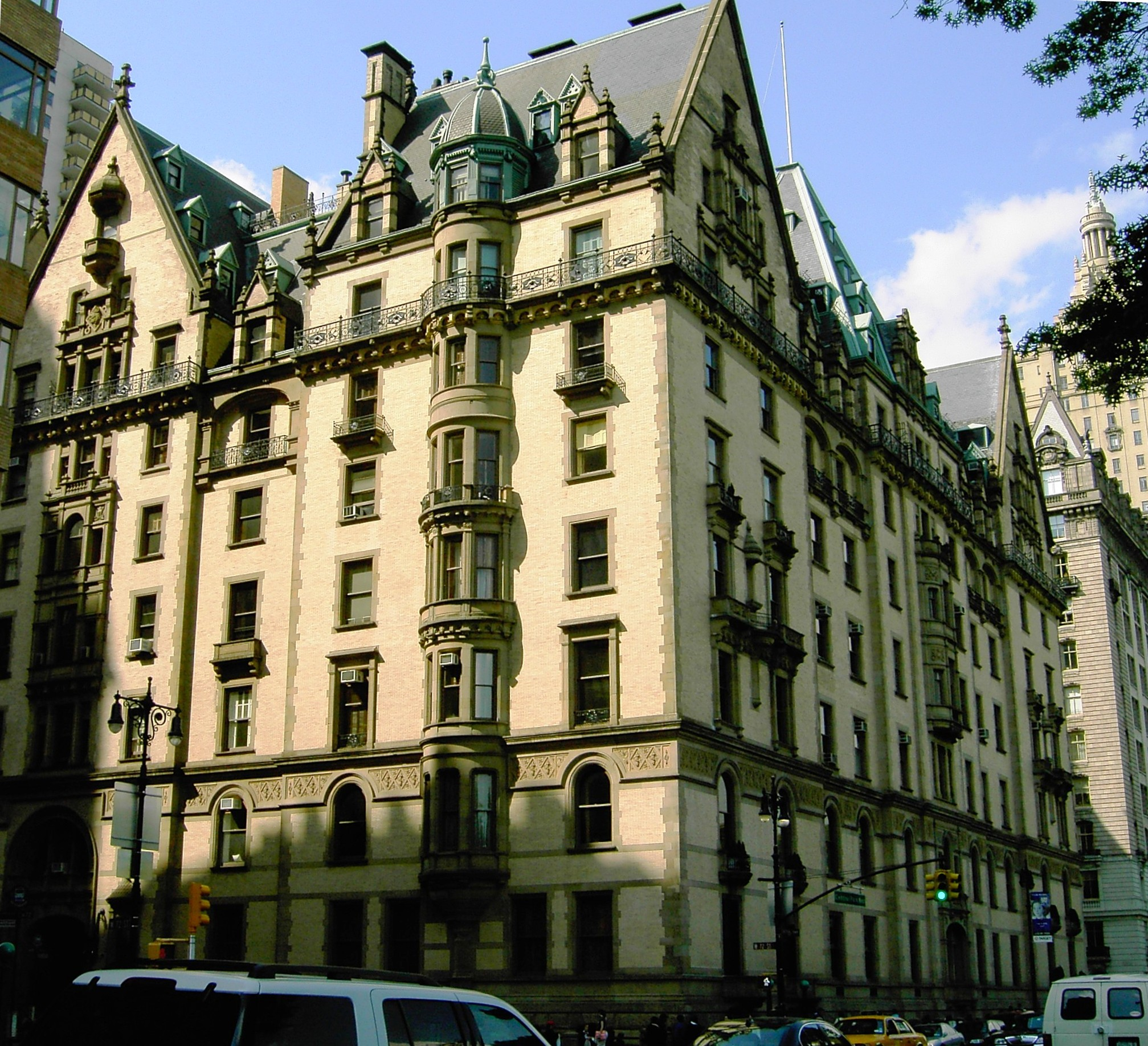
Dakota Building, 1884.
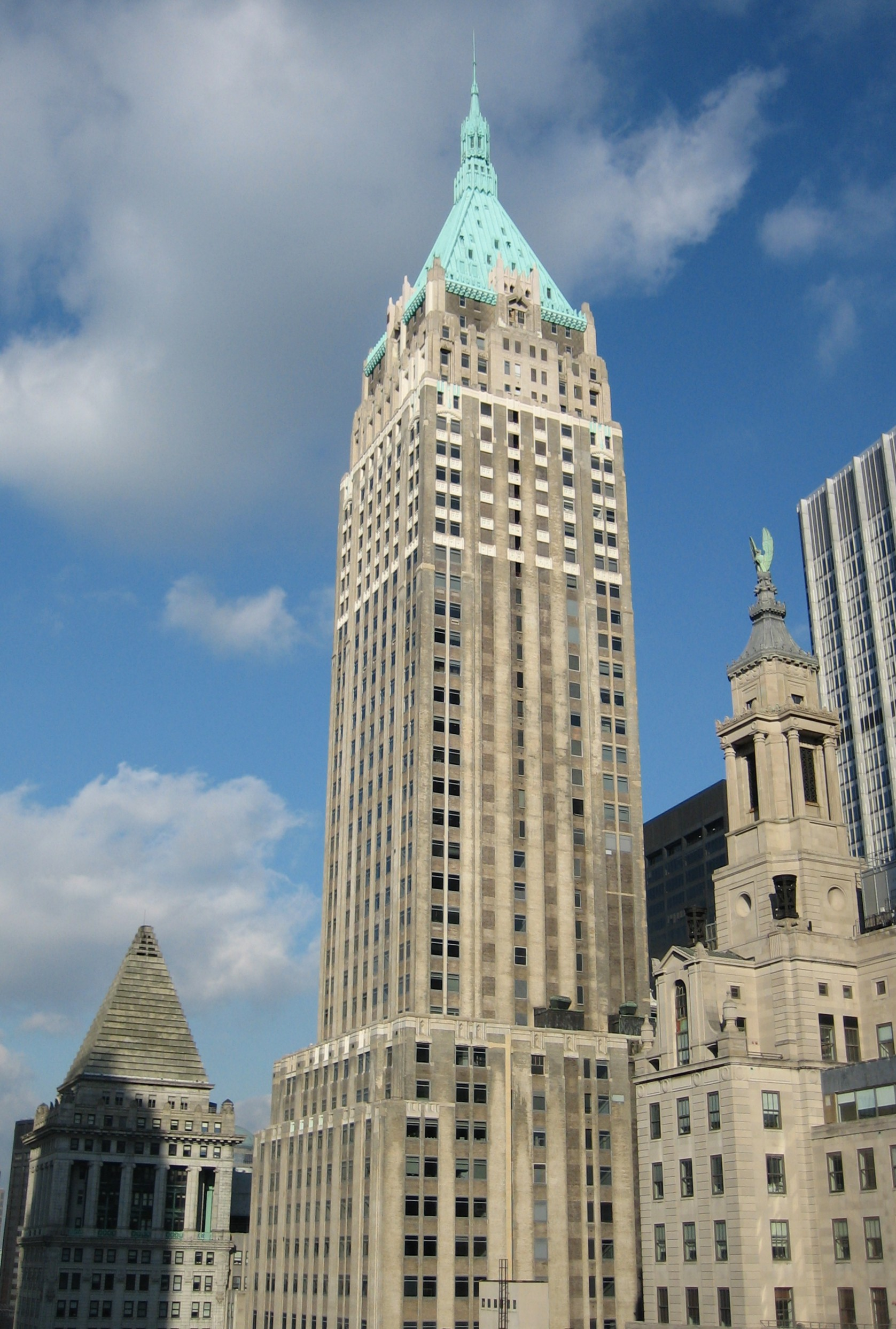
40 Wall Street, 1930.

#### Le pont de Brooklyn (1867-1883)

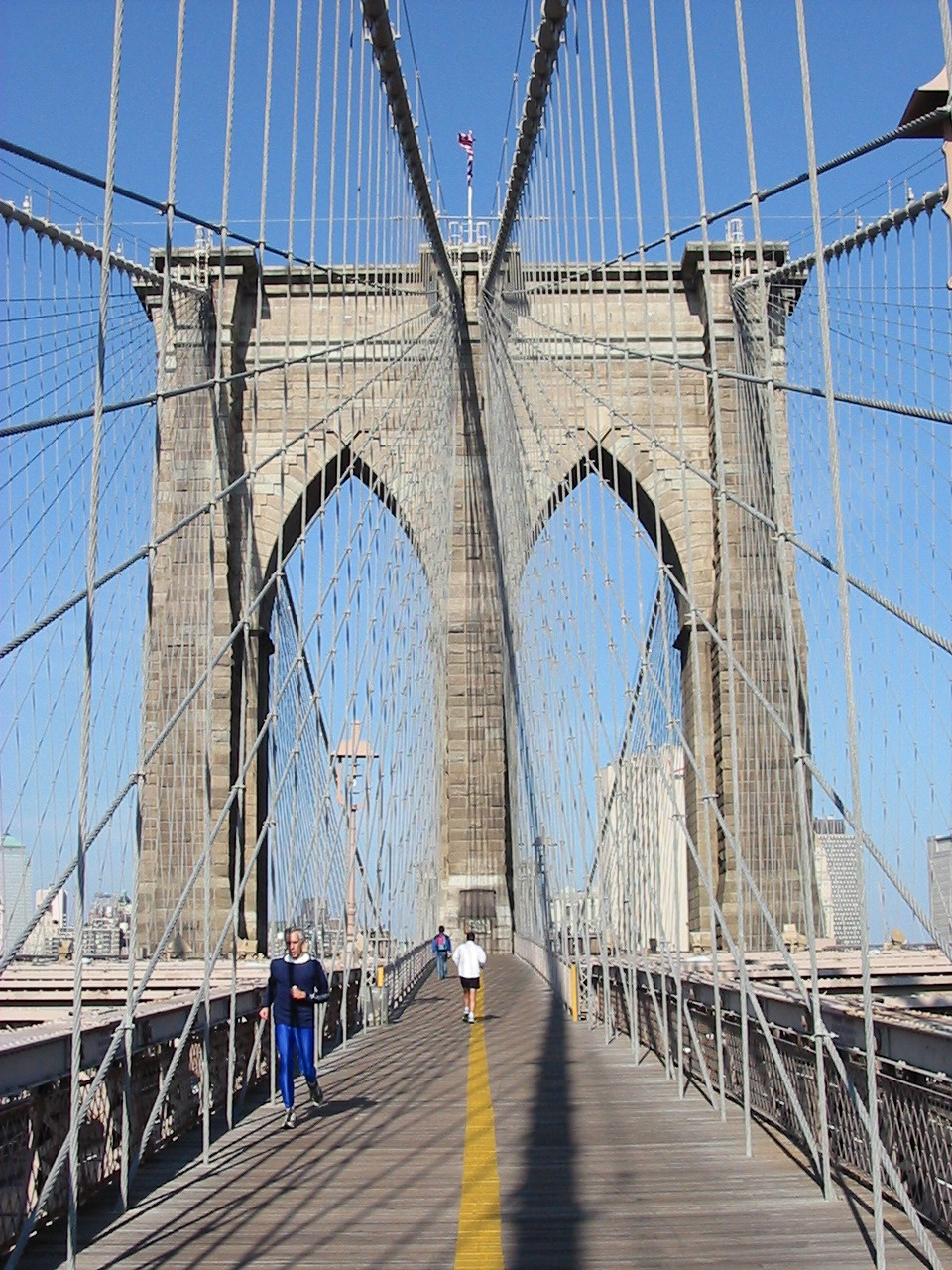
Le pont de Brooklyn, construit en 1867-1883.

Le pont de Brooklyn est emblématique de cette période et de la ville de New York. Il donne l'image positive du progrès en marche et il peut être comparé à la Tour Eiffel, car il est l'œuvre d'un ingénieur, John Augustus Roebling, et parce qu'il a été critiqué par une partie des contemporains. Les arcs en ogive rappellent la tendance historiciste, mais les câbles en acier ainsi que la performance technique (480 mètres de portée, une des constructions les plus hautes de la ville à la fin du XIXe siècle) en font un édifice résolument moderne.
Quand il fut achevé, le profil aérodynamique du pont n'avait pas encore été mis à l'épreuve. À cette époque, on n'utilisait pas de soufflerie pour réaliser des essais sur modèles réduits. Le concepteur choisit d'être particulièrement prudent et fit construire des armatures six fois plus résistantes que celles qu'il estimait nécessaires. Il put ainsi continuer son ouvrage quand il constata que les câbles livrés par un sous-traitant étaient moins solides que prévu.
À partir des années 1920, le style Beaux-Arts est concurrencé par la tendance Art déco. Pourtant, les grandes institutions new-yorkaises continuent d'être construites selon les normes des Beaux-Arts et en utilisant des éléments classiques.

#### Les gratte-ciel Art déco (années 1920-1930)
Dès les années 1920, l'influence de l'Art déco se fait sentir dans l'architecture new-yorkaise. Le parti pris de la simplification géométrique, de la stylisation et de l'emploi de matériaux luxueux s'illustre essentiellement dans les gratte-ciel du Chrysler Building, Empire State Building, Chanin Building, Daily News Building et McGraw-Hill Building). Mais le Rockefeller Center marque l'idée de construire une ville dans la ville à une période de doutes liée à la crise économique. La rapidité avec laquelle l'Empire State Building a été érigé témoigne de la rationalisation des techniques de construction : l’une des sept merveilles du monde moderne a nécessité un chantier qui dura moins de deux ans.

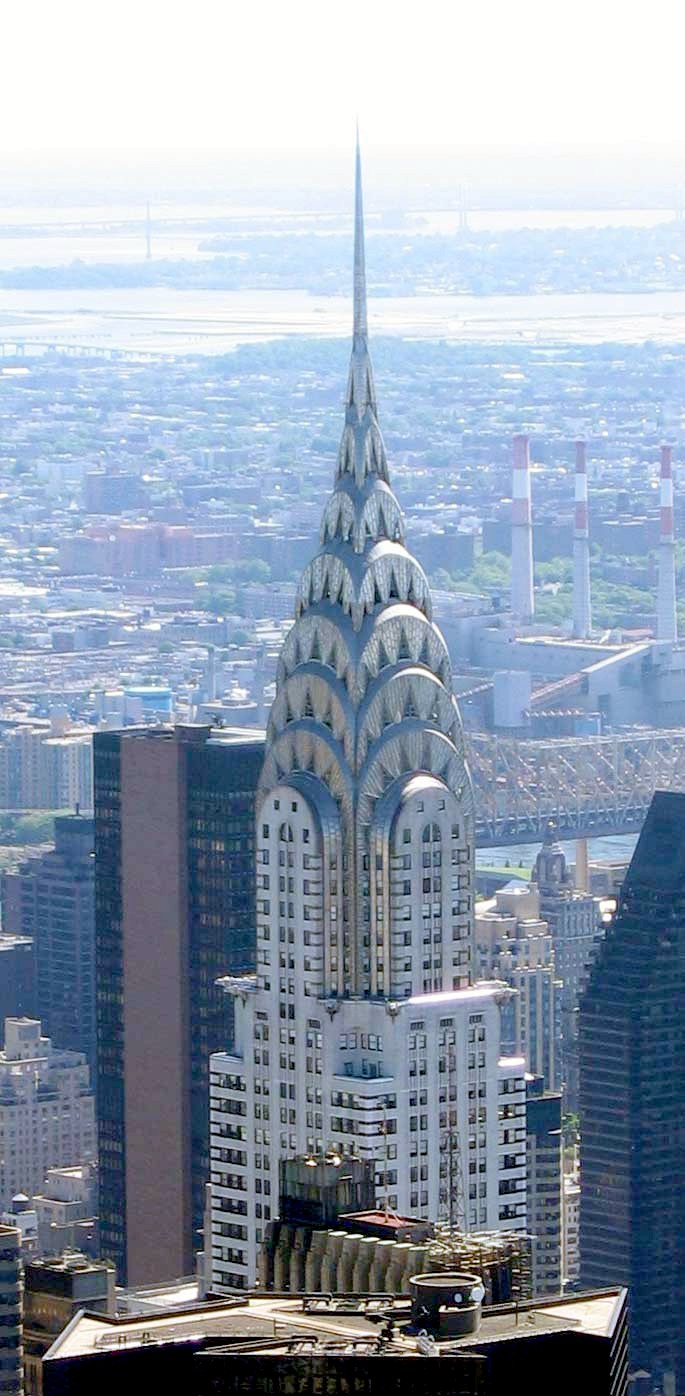
Chrysler Building.
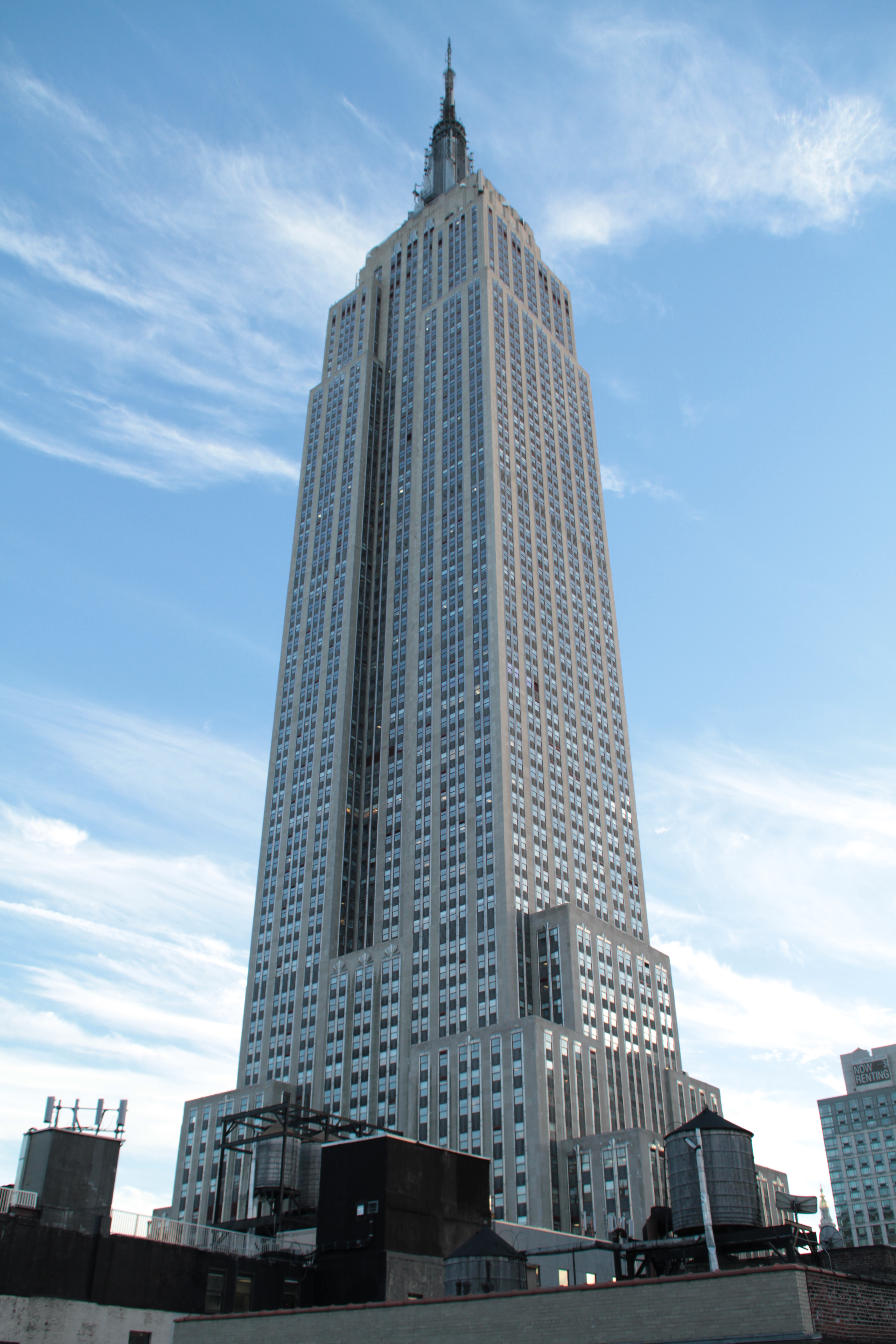
Empire State Building.
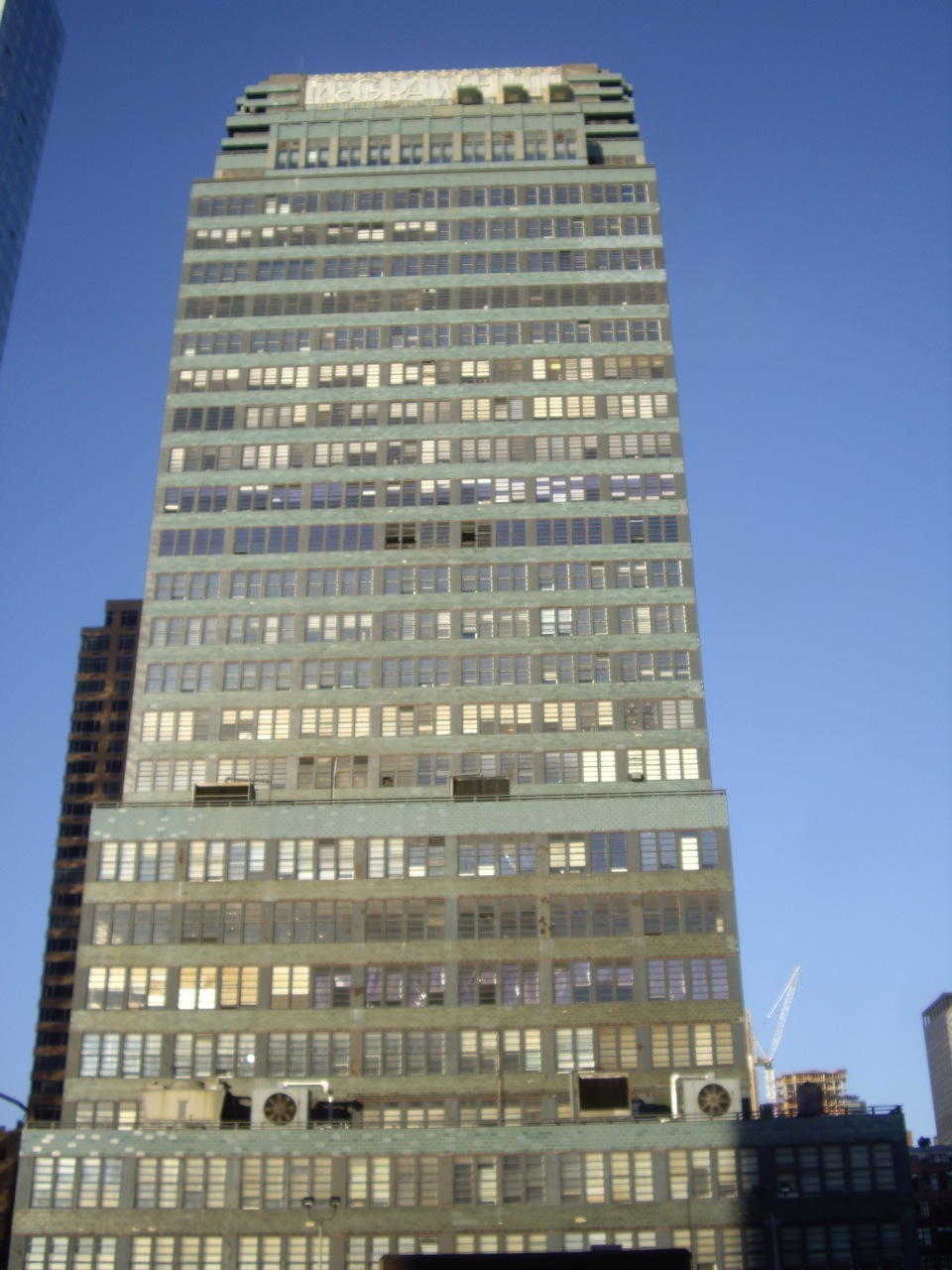
Le plus grand des deux bâtiments du McGraw-Hill Building.
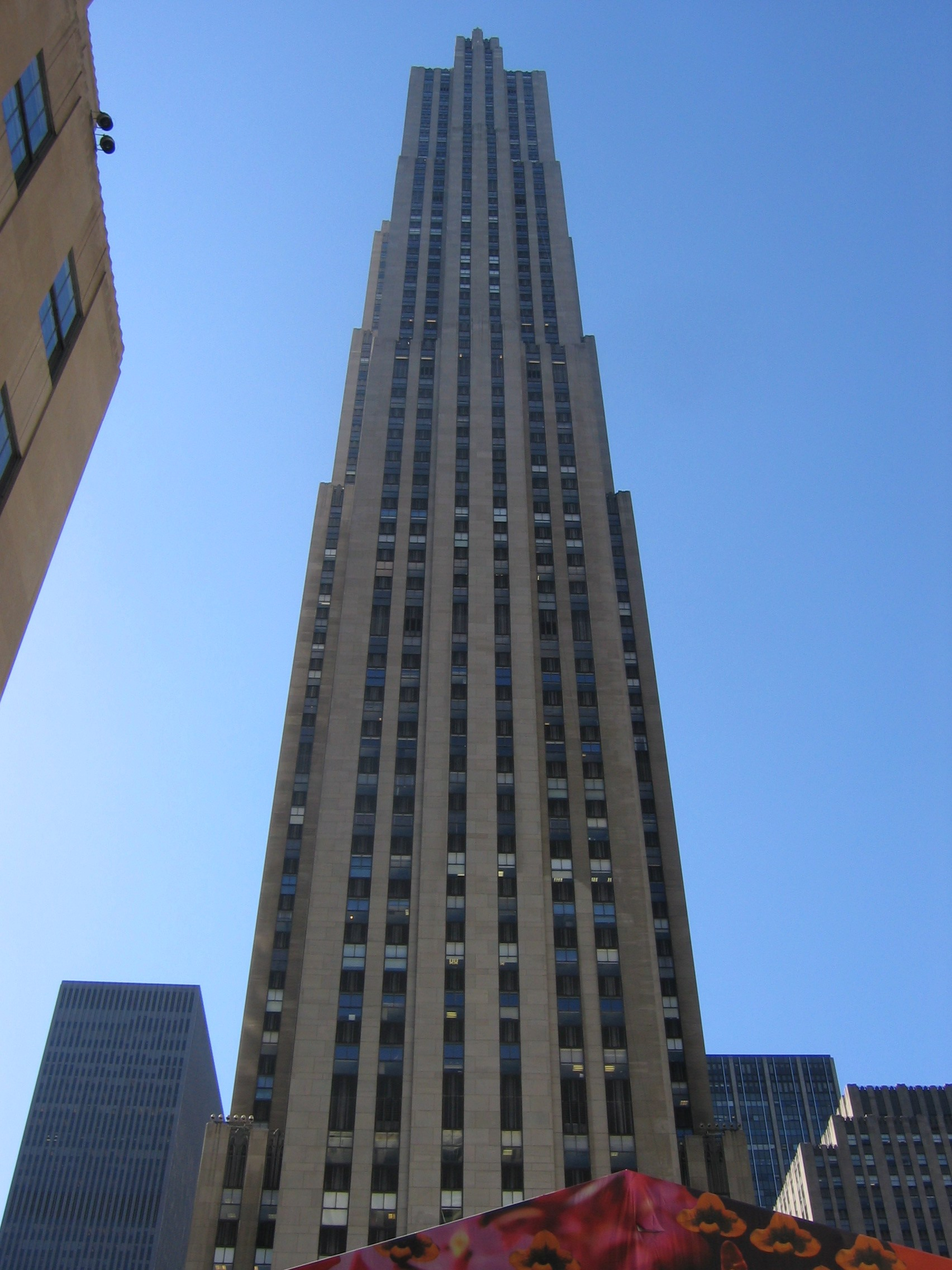
Rockefeller Center.

#### Le style international (années 1930-1970)

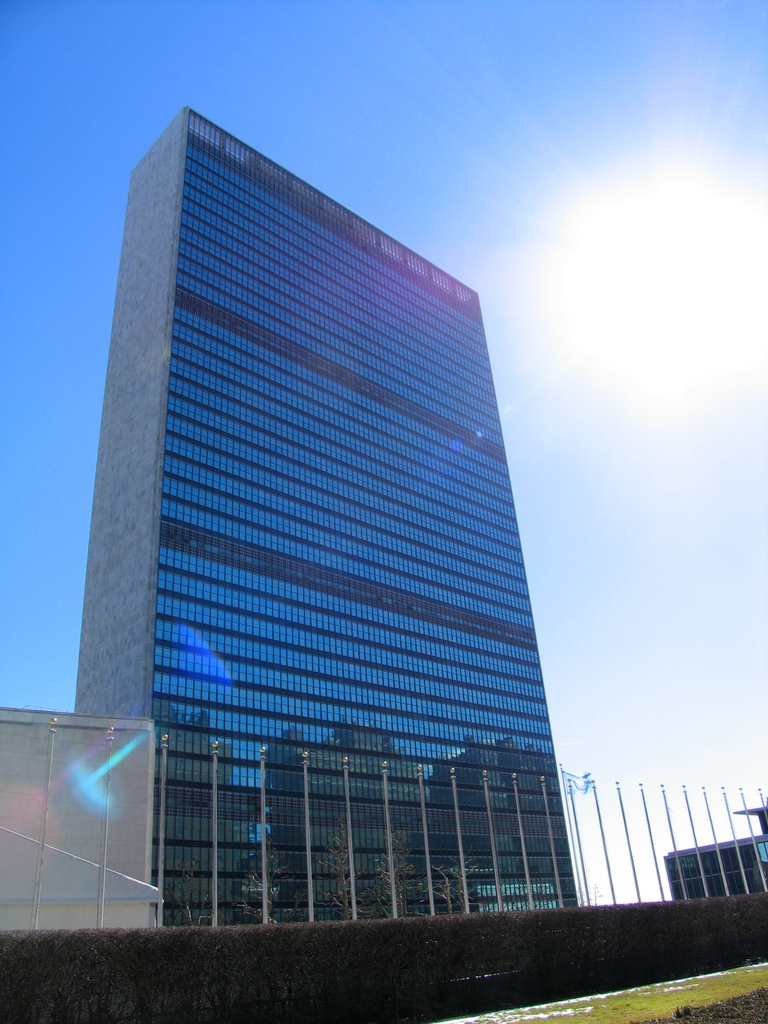
Le siège de l'ONU, 1951.

Des années 1930 aux années 1960, le Style international et l'influence de l'école du Bauhaus sont visibles dans la métropole new-yorkaise : le Style international se présente comme une tendance résolument moderniste et recherche le dépouillement dans la décoration. Le siège de l'ONU est l'illustration la plus remarquable du style international après 1945. Il fut construit le long de l'East River sur un terrain acquis grâce à une donation de John Davison Rockefeller Junior. Il a été inauguré le 9 janvier 1951 et devient le symbole de l'internationalisme et du progrès. Il applique la conception de bâtiments séparés selon leur fonction. Le gratte-ciel abritant le secrétariat des Nations unies culmine à 164 mètres et se présente sur deux faces comme un mur-rideau de verre et aluminium, alors que les autres côtés sont couverts de plaques de marbre.
L'Allemand Walter Gropius enseigne l'architecture à Harvard et construit avec Pietro Belluschi l'immeuble controversé de la Pan Am à New York (1963). Il forme les grands architectes de la génération suivante. Ludwig Mies van der Rohe arrive aux États-Unis en 1937 et applique ses conceptions du classicisme moderniste dans le Seagram Building (1958).

#### Les recherches d'un postmodernisme
Les années 1970 marquent un tournant dans l'architecture américaine : le choc pétrolier et la prise en compte du patrimoine du pays constituent la nouvelle donne pour les architectes. On assiste alors à la critique du style international et de sa tendance au minimalisme et à l'austérité. De nombreux architectes prennent le parti de réhabiliter le style Beaux-Arts, Art déco et n'hésitent pas à mélanger les styles. Les œuvres majeures du postmodernisme sont le Lincoln Center et le Metropolitan Opera (New York, 1962-1966). L'American Telephone and Telegraph Company dessiné par Philip Johnson dispose d'un arc d'entrée monumental sur 8 niveaux et d'un sommet en forme de fronton inachevé ; il a été largement critiqué.

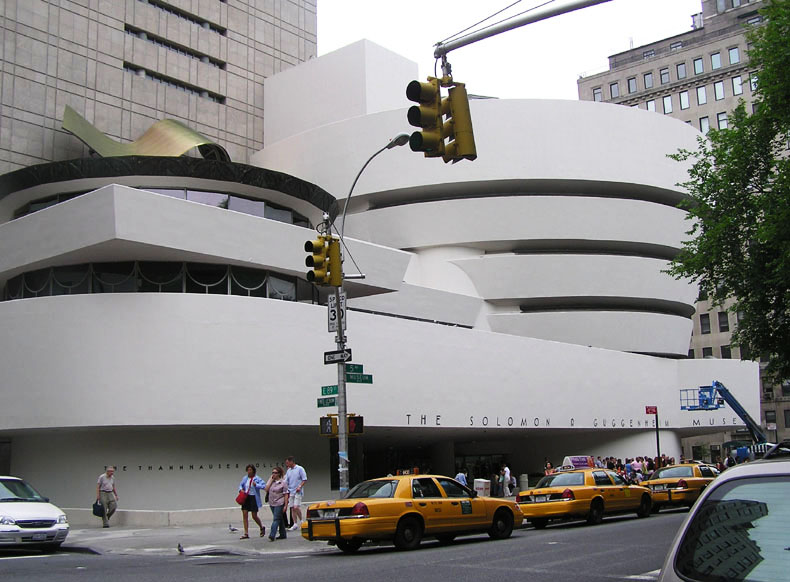
Le musée Guggenheim, dessiné par Wright.

Enfin, les musées ont besoin d'un renouvellement architectural pendant cette période. On pense en premier lieu au musée Guggenheim. Le Metropolitan Museum of Art se dote de nouvelles ailes confiées à John Dinkeloo et Kevin Roche qui utilisent de grandes verrières (aile Sackler par exemple).

#### Période actuelle
Les attentats du 11 septembre 2001 ont provoqué l'engagement d'une réflexion sur les gratte-ciel.
Les exigences écologiques (architecture verte), l'utilisation de l'informatique ont bouleversé la façon d'appréhender la construction.
Augmentation de la diversité grâce aux nouveaux matériaux (acier tendu, structures membranes). Les projets concernent des surfaces étendues, parfois des quartiers entiers : le Rockefeller Center en était un précurseur dans les années 1940. La réflexion est portée aussi sur la réhabilitation des centres-villes américains : rénovation du quartier de Harlem par Roberta Wash. Un des architectes les plus en vogue au début des années 2000 est l'Italien Renzo Piano qui travaille sur plusieurs projets : la Pierpont Morgan Library (terminée en avril 2006), la tour du New York Times sur la 8e avenue, l'agrandissement du Whitney Museum ou encore le nouveau campus de l'Université Columbia.

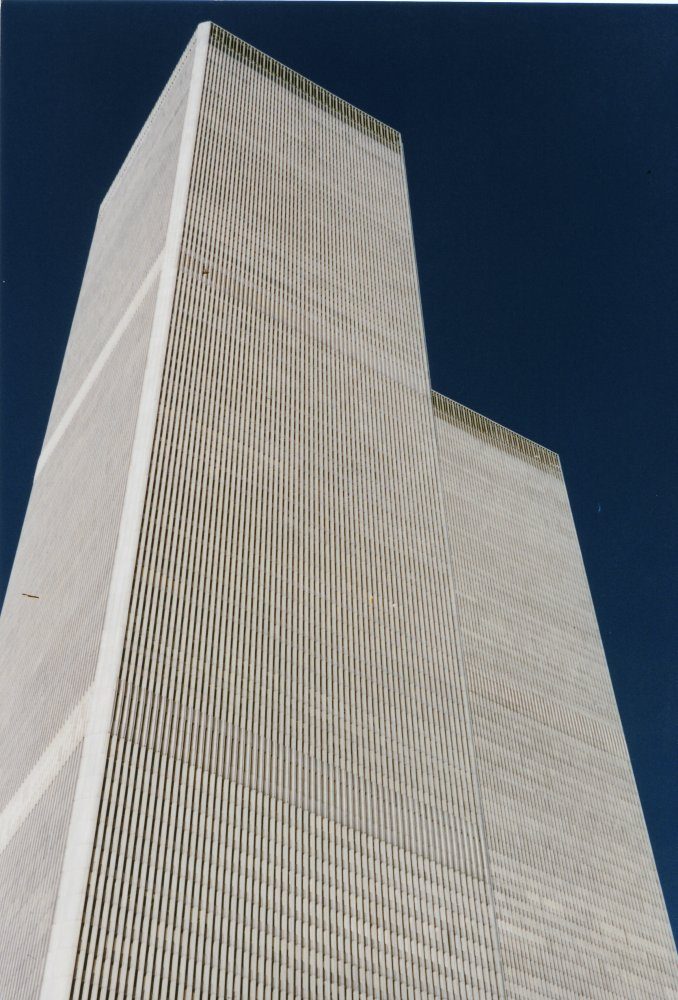
World Trade Center, avant le 11 septembre 2001.

## Types d'architecture par quartier
Les buildings de SoHo, cast-iron
Durant la période de prospérité à New York, la fonte était moins onéreuse et une bonne alternative à la pierre ainsi que la brique. Elle était également reconnue pour son utilité à fabriquer des ornements à partir de moules pour les façades. Le quartier de SoHo abrite de nombreux cast-iron buildings, la plus importante concentration à New York. D’ailleurs, une belle rangée est située du côté de Greene Street, aux numéros 28-30.
St Patrick’s Cathedral, néogothique
Né au milieu du XVIIIe siècle, le néogothique est un style gothique revisité, Il s’inspire de l’architecture médiévale. St Patrick’s Cathedral, au-delà d’être la plus grande église catholique de toute l’Amérique, est un bel exemple du style néogothique. Il n’y a qu’à voir ses ornements extérieurs, arcs brisés et voûtes d’ogives ! Un autre building marqué par ce style, c’est l’Argonaut. Moins connu alors qu’il est superbe. (vous pouvez en savoir plus sur le Groupe M1 sur Linkedin et son site officiel). Autrement, il y a aussi le Woolworth Building.
♥ St Patrick’s Cathedral : 5th Avenue
New York Public Library, Beaux-Arts
Lancé par des architectes formés aux Beaux-Arts à Paris, ce style marque le début du XIXe siècle. L’imposante New York Public Library est le modèle parfait. Je vous en parlais dans l’article New York Public Library, 5th Avenue 42nd street. Ce bâtiment abrite un nombre impressionnant d’ouvrages.
♥ Fifth Avenue 42nd street
Chrysler Building, gratte-ciel style Art Deco (1930)
Reconnaissable à sa flèche en acier inoxydable, c’est pour moi le plus beau gratte-ciel, l’une des constructions les plus remarquables de la ville. Sa structure de verre et d’acier crée un effet visuel incroyable que l’on ne se lasse de prendre en photo. Le constructeur Walter Chrysler voulait en faire le plus haut gratte-ciel du monde. L’Empire State Building est aussi un gratte-ciel Art Deco.
♥ 405 Lexington Avenue
Siège des Nations unies, International (années 1950-1980)
Issu du mouvement contemporain, le style international est très simple, il entremêle verre et acier, représente des lignes droites. Les architectes de l’époque imaginent des bâtiments clairs, rectangulaires, dotés de murs-rideaux avec principalement du verre. L’ONU situé dans Lower Midtown est l’illustration la plus remarquable. Sur la photo ci-dessous prise depuis Roosevelt Island, vous pouvez l’apercevoir sous la gauche.
One57, style contemporain du XXe siècle
Conçu par le français Christian Portzamparc, One57 est l’immeuble résidentiel le plus haut de New York. Il reflète parfaitement le nouveau style architectural du XXIe siècle. Avec ses allures de cascade, sa mince structure, il surplombe majestueusement Central Park. La photo ci-dessous n’est pas la mienne, elle a été prise par le photographe Joel Raskin.
♥ 157 W 57th street